# Copa del Mundo de Saltos de Esquí de 2019-20
La Copa del Mundo de Saltos de Esquí de 2019-20 es la 41.ª temporada para los hombres y la 9ª temporada para las mujeres. Comienza el 24 de noviembre de 2019 en Wisła, Polonia, y finaliza el 22 de marzo de 2020 en Chaikovski, Rusia, bajo la organización de la Federación Internacional de Esquí (FIS).

## Sistema de puntuación
Los treinta primeros clasificados de cada evento o prueba obtienen puntos según la siguiente tabla:
| Posición final | 1   | 2  | 3  | 4  | 5  | 6  | 7  | 8  | 9  | 10 | 11 | 12 | 13 | 14 | 15 | 16 | 17 | 18 | 19 | 20 | 21 | 22 | 23 | 24 | 25 | 26 | 27 | 28 | 29 | 30 |
| puntos         |     |    |    |    |    |    |    |    |    |    |    |    |    |    |    |    |    |    |    |    |    |    |    |    |    |    |    |    |    |    |
| -------------- | --- | -- | -- | -- | -- | -- | -- | -- | -- | -- | -- | -- | -- | -- | -- | -- | -- | -- | -- | -- | -- | -- | -- | -- | -- | -- | -- | -- | -- | -- |
| puntos         | 100 | 80 | 60 | 50 | 45 | 40 | 36 | 32 | 29 | 26 | 24 | 22 | 20 | 18 | 16 | 15 | 14 | 13 | 12 | 11 | 10 | 9  | 8  | 7  | 6  | 5  | 4  | 3  | 2  | 1  |

## Hombres

### Resultados
| 23 de noviembre de 2019          | Wisła, Polonia                   | Austria · Philipp Aschenwald · Daniel Huber · Jan Hörl · Stefan Kraft | Noruega · Daniel-André Tande · Thomas Aasen Markeng · Marius Lindvik · Robert Johansson | Polonia · Piotr Żyła · Jakub Wolny · Kamil Stoch · Dawid Kubacki |
| 24 de noviembre de 2019          | Wisła, Polonia                   | Daniel-André Tande                                                    | Anže Lanišek                                                                            | Kamil Stoch                                                      |
| 30 de noviembre de 2019          | Kuusamo, Finlandia               | Daniel-André Tande                                                    | Philipp Aschenwald                                                                      | Anže Lanišek                                                     |
| 7 de diciembre de 2019           | Nizhni Taguil, Rusia             | Yukiya Satō                                                           | Karl Geiger                                                                             | Philipp Aschenwald                                               |
| 8 de diciembre de 2019           | Nizhni Taguil, Rusia             | Stefan Kraft                                                          | Killian Peier                                                                           | Ryōyū Kobayashi                                                  |
| 14 de diciembre de 2019          | Klingenthal, Alemania            | Polonia · Piotr Żyła · Jakub Wolny · Kamil Stoch · Dawid Kubacki      | Austria · Philipp Aschenwald · Gregor Schlierenzauer · Michael Hayböck · Stefan Kraft   | Japón Yukiya Satō Daiki Itō Junshirō Kobayashi Ryōyū Kobayashi   |
| 15 de diciembre de 2019          | Klingenthal, Alemania            | Ryōyū Kobayashi                                                       | Stefan Kraft                                                                            | Marius Lindvik                                                   |
| 21 de diciembre de 2019          | Engelberg, Suiza                 | Kamil Stoch                                                           | Stefan Kraft                                                                            | Karl Geiger                                                      |
| 22 de diciembre de 2019          | Engelberg, Suiza                 | Ryōyū Kobayashi                                                       | Peter Prevc                                                                             | Jan Hörl                                                         |
| Torneo de los Cuatro Trampolines |                                  |                                                                       |                                                                                         |                                                                  |
| 29 de diciembre de 2019          | Oberstdorf, Alemania             | Ryōyū Kobayashi                                                       | Karl Geiger                                                                             | Dawid Kubacki                                                    |
| 1 de enero de 2020               | Garmisch-Partenkirchen, Alemania | Marius Lindvik                                                        | Karl Geiger                                                                             | Dawid Kubacki                                                    |
| 4 de enero de 2020               | Innsbruck, Austria               | Marius Lindvik                                                        | Dawid Kubacki                                                                           | Daniel-André Tande                                               |
| 6 de enero de 2020               | Bischofshofen, Austria           | Dawid Kubacki                                                         | Karl Geiger                                                                             | Marius Lindvik                                                   |
| 11 de enero de 2020              | Val di Fiemme, Italia            | Karl Geiger                                                           | Stefan Kraft                                                                            | Dawid Kubacki                                                    |
| 12 de enero de 2020              | Val di Fiemme, Italia            | Karl Geiger                                                           | Stefan Kraft                                                                            | Dawid Kubacki                                                    |
| 18 de enero de 2020              | Titisee-Neustadt, Alemania       | Dawid Kubacki                                                         | Stefan Kraft                                                                            | Ryoyu Kobayashi                                                  |
| 19 de enero de 2020              | Titisee-Neustadt, Alemania       | Dawid Kubacki                                                         | Ryoyu Kobayashi                                                                         | Timi Zajc                                                        |
| 25 de enero de 2020              | Zakopane, Polonia                |                                                                       |                                                                                         |                                                                  |
| 26 de enero de 2020              | Zakopane, Polonia                |                                                                       |                                                                                         |                                                                  |
| 1 de febrero de 2020             | Sapporo, Japón                   |                                                                       |                                                                                         |                                                                  |
| 2 de febrero de 2020             | Sapporo, Japón                   |                                                                       |                                                                                         |                                                                  |
| 8 de febrero de 2020             | Willingen, Alemania              |                                                                       |                                                                                         |                                                                  |
| 9 de febrero de 2020             | Willingen, Alemania              |                                                                       |                                                                                         |                                                                  |
| 15 de febrero de 2020            | Tauplitz, Austria                |                                                                       |                                                                                         |                                                                  |
| 16 de febrero de 2020            | Tauplitz, Austria                |                                                                       |                                                                                         |                                                                  |
| 28 de febrero de 2020            | Lahti, Finlandia                 |                                                                       |                                                                                         |                                                                  |
| 29 de febrero de 2020            | Lahti, Finlandia                 |                                                                       |                                                                                         |                                                                  |
| 1 de marzo de 2020               | Lahti, Finlandia                 |                                                                       |                                                                                         |                                                                  |
| 7 de marzo de 2020               | Holmenkollen, Noruega            |                                                                       |                                                                                         |                                                                  |
| 8 de marzo de 2020               | Holmenkollen, Noruega            |                                                                       |                                                                                         |                                                                  |
| 10 de marzo de 2020              | Lillehammer, Noruega             | Kamil Stoch                                                           |                                                                                         |                                                                  |
| 12 de marzo de 2020              | Trondheim, Noruega               |                                                                       |                                                                                         |                                                                  |
| 14 de marzo de 2020              | Vikersund, Noruega               |                                                                       |                                                                                         |                                                                  |
| 15 de marzo de 2020              | Vikersund, Noruega               |                                                                       |                                                                                         |                                                                  |

### Clasificación general
(Actualizada tras la prueba del 19 de enero)
| Pos. | Nombre               | Nación    | Puntos |
| ---- | -------------------- | --------- | ------ |
| 1    | Karl Geiger          | Alemania  | 886    |
| 2    | Stefan Kraft         | Austria   | 803    |
| 3    | Ryoyu Kobayashi      | Japón     | 795    |
| 4    | Dawid Kubacki        | Polonia   | 764    |
| 5    | Marius Lindvik       | Noruega   | 545    |
| 6    | Kamil Stoch          | Polonia   | 474    |
| 7    | Daniel-André Tande   | Noruega   | 447    |
| 8    | Philipp Aschenwald   | Austria   | 414    |
| 9    | Peter Prevc          | Eslovenia | 395    |
| 9    | Johann André Forfang | Noruega   | 395    |

## Mujeres

### Resultados
| Fecha                   | Localidad             | Ganadora      | Segunda       | Tercera           |
| ----------------------- | --------------------- | ------------- | ------------- | ----------------- |
| 7 de diciembre de 2019  | Lillehammer, Noruega  | Maren Lundby  | Eva Pinkelnig | Chiara Hölzl      |
| 8 de diciembre de 2019  | Lillehammer, Noruega  | Maren Lundby  | Chiara Hölzl  | Sara Takanashi    |
| 14 de diciembre de 2019 | Klingenthal, Alemania | Chiara Hölzl  | Ema Klinec    | Katharina Althaus |
| 11 de enero de 2020     | Sapporo, Japón        | Marita Kramer | Maren Lundby  | Eva Pinkelnig     |
| 12 de enero de 2020     | Sapporo, Japón        |               |               |                   |
| 17 de enero de 2020     | Zaō, Japón            |               |               |                   |
| 18 de enero de 2020     | Zaō, Japón            |               |               |                   |
| 19 de enero de 2020     | Zaō, Japón            |               |               |                   |
| 25 de enero de 2020     | Râșnov, Rumania       |               |               |                   |
| 26 de enero de 2020     | Râșnov, Rumania       |               |               |                   |
| 1 febereo 2020          | Oberstdorf, Alemania  |               |               |                   |
| 2 febbraio 2020         | Oberstdorf, Alemania  |               |               |                   |
| 8 de febrero de 2020    | Hinzenbach, Austria   |               |               |                   |
| 9 de febrero de 2020    | Hinzenbach, Austria   |               |               |                   |
| 22 de febrero de 2020   | Ljubno, Eslovenia     |               |               |                   |
| 23 de febrero de 2020   | Ljubno, Eslovenia     |               |               |                   |
| 8 de marzo de 2020      | Holmenkollen, Noruega |               |               |                   |
| 10 de marzo de 2020     | Lillehammer, Noruega  |               |               |                   |
| 12 de marzo de 2020     | Trondheim, Noruega    |               |               |                   |
| 14 de marzo de 2020     | Nizhni Taguil, Rusia  |               |               |                   |
| 15 de marzo de 2020     | Nizhni Taguil, Rusia  |               |               |                   |
| 21 de marzo de 2020     | Chaikovski, Rusia     |               |               |                   |
| 22 de marzo de 2020     | Chaikovski, Rusia     |               |               |                   |

### Clasificación general
(Actualizada tras la prueba del 11 de enero)
| Pos. | Nombre            | Nación    | Puntos |
| ---- | ----------------- | --------- | ------ |
| 1    | Maren Lundby      | Noruega   | 325    |
| 2    | Chiara Hölzl      | Austria   | 280    |
| 3    | Eva Pinkelnig     | Austria   | 209    |
| 4    | Ema Klinec        | Eslovenia | 198    |
| 5    | Sara Takanashi    | Japón     | 189    |
| 6    | Katharina Althaus | Alemania  | 176    |
| 7    | Marita Kramer     | Austria   | 171    |
| 8    | Yūki Itō          | Japón     | 133    |
| 9    | Nika Križnar      | Eslovenia | 114    |
| 10   | Daniela Iraschko  | Austria   | 109    |